# Expansão acelerada do universo
A expansão acelerada do universo, ou a condição de universo acelerado, é a observação de que o universo está se expandindo de forma acelerada. 

## História
Em 1998, observações de supernovas tipo Ia sugeriram que a expansão do universo tem velocidade crescente, ou seja, o universo está se expandindo cada vez mais rapidamente e não mais lentamente (devido à atração gravitacional), como se pensava até então.
O Prêmio Shaw de Astronomia de 2006 e o Nobel de Física de 2011 foram concedidos a Saul Perlmutter, Brian Schmidt e Adam Riess pela descoberta da expansão acelerada do universo mediante observações de supernovas distantes.